# Arnold Kropf
Arnold Kropf, także Arnoldus Croph, Cropf, Krop (urodz. ?, zm. po 1294) – komtur bierzgłowski w latach 1270–1276, komtur starochełmiński w latach 1282–1283, komtur gniewski w roku 1284, komtur rogoziński w roku 1285, komtur kowalewski w roku 1288, komtur nieszawski w latach 1292–1294.

## Życiorys
Arnold pochodził z rodziny ministeriałów, osiadłej między innymi w miejscowościach: Emetzheim, Vestenberg oraz Dornahausen w Środkowej Frankonii jak i związanej zamkiem Flüglingen nieopodal Weimersheim. Rodzinę jego widać w służbie biskupów Eichstätt, hrabiów von Hirschberg, oraz samych Hohenstaufów. 
Arnold Kropf do Prus musiał przybyć najpóźniej zimą 1270, gdyż w lutym tego roku poświadczony jest jako komtur Bierzgłowa. W drugiej połowie lat 70. XIII wieku opuścił prowincję pruską, udając się do Czech, gdzie w źródłach występuje jako komtur krajowy Czech i Moraw. Po powrocie do Prus, które miało miejsce w roku 1279, swoją karierę w zakonie związał przede wszystkim z komturiami ziemi chełmińskiej. Kolejno stał na czele: starochełmińskiego konwentu, komturii w Gniewie, Rogóźnie oraz w Kowalewie. Ostatnią funkcją było stanowisko preceptora nieszawskiego konwentu, które objął w roku 1292 i sprawował je co najmniej do marca 1294 roku. Urząd komtura Nieszawy łączył równolegle z funkcją przełożonego powstającej w Murzynnie administracji krzyżackiej. Arnold Kropf widnieje też jako świadek na akcie lokacyjnym Malborka z dn. 27 kwietnia 1286 roku.